# Rodrigo (cantor)
Rodrigo Alejandro Bueno (Córdoba, 24 de maio de 1973 – Berazategui, Buenos Aires, Argentina, 24 de junho de 2000), conhecido por seu nome artístico Rodrigo ou O Potro, foi um cantor argentino de cuarteto. O estilo de Rodrigo esteve marcado por seu carisma e sua energia no palco. Seu cabelo curto e roupa informal diferiam de cantores típicos de cuarteto com cores estridentes e cabelo longo encaracolado. Durante sua carreira, Rodrigo ampliou a música cuarteto à cena nacional argentina, sendo uma das maiores e principais figuras do género.

## Biografia
Filho de Eduardo Alberto Bueno, produtor musical, e Beatriz Olave, compositora e trabalhadora de uma empresa editorial, Rodrigo formou-se dentro da cena musical do cuarteto em Córdoba. Seu primeiro aparecimento, aos dois anos, foi no programa Festa de cuarteto, junto com o amigo da família Juan Carlos "La Mona" Jiménez. Com a ajuda de seu pai, Rodrigo gravou um disco de canções infantis aos cinco anos de idade, intitulado Disco Baby. Durante a pré-adolescência Rodrigo colaborou com a banda Chébere em algumas apresentações ao vivo. Deixou a escola aos doze anos de idade e realizou uma audição com êxito para a banda Manto Negro. Após cinco anos sem sucesso em Córdoba, o pai de Rodrigo decidiu tratar de iniciar a carreira de seu filho como solista em Buenos Aires. Em 1987, publicou seu primeiro disco, La Foto de Tu Cuerpo, com a PolyGram argentina. Aprendiendo a vivir, seu seguinte trabalho, foi apresentado com uma performance ao vivo na discoteca Fantástico Bailable que lhe levou a seu primeiro reconhecimento na cena da música tropical.
Em 1995, assinou um contrato com a Sony Music para o lançamento de seu álbum Sabroso, e no ano seguinte assinou com o selo discográfico Magenta Discos, companhia que lhe concedeu o um por cento de suas vendas de discos e que produziu seus trabalhos até sua morte. Após se interessar pela salsa e o merengue, descartou definitivamente estes géneros de seu repertório e gravou e interpretou exclusivamente cuarteto. Seu primeiro lançamento com o selo, Lo mejor del amor, converteu-se instantaneamente num sucesso na rádio, o que lhe valeu a fama nacional e um prêmio ACE ao Melhor Artista Musical. O sucesso seguiu com La Leyenda Continúa (disco de ouro certificado pela CAPIF) e Cuarteteando. Sua publicação de 1999, A 2000, foi certificado como quádruplo disco de platina e converteu-se em tema de uma turné que começou no Teatro Astral e que finalizou ao ano seguinte no Lua Park, estádio onde ofereceu treze concertos consecutivos com as entradas esgotadas.
O calendário de Rodrigo incluía, em seu momento, entre vinte e cinco e trinta espectáculos semanais. Devido a suas exigentes turnês, começou a trabalhar excessivamente, facto que começou a interferir em seu rendimento. Seu nível de estresse incrementou-se ao receber várias ameaças de morte. Depois de um concerto na discoteca Escándalo na cidade de La Plata, Rodrigo regressava a Buenos Aires na noite do 24 de junho de 2000. Após o seu caminho ter sido bloqueado por outro motorista que o tinha ultrapassado na pista, Rodrigo tentou perseguir o veículo para se adiantar outra vez. No percurso, perdeu o controle da camioneta e embateu contra uma barreira, o que provocou a saída do veículo e sua morte instantânea. O falecimento do cantor causou uma comoção imediata nos meios de comunicação argentinos, com especulações sobre uma possível conspiração de assassinato. Passado um breve julgamento penal, no qual o condutor do outro veículo, Alfredo Pesquera, foi acusado de encerrar com seu veículo ao de Rodrigo, aquele foi absolvido, ao considerar o juiz que Rodrigo tinha sido o responsável pelo acidente por conduzir imprudentemente. Anos depois Pesquera foi acusado de outro crime, e finalmente encontrado morrido em estranhas circunstâncias.
Rodrigo nasceu no dia 24 de maio de 1973, em Córdoba, sendo o primogénito do casal entre Eduardo "Pichín" Bueno e Beatriz Olave. Bueno tinha dois irmãos, Flavio e Ulisses; sendo este último outro exitoso cantor. Seu pai era dono de uma loja de discos e produtor musical de Columbia Records e de BMG, subsidiária de Sony Music Entertainment. Sua mãe, Beatriz Olave, era dona de um quiosque e compositora. A primeira aparição de Rodrigo em público foi aos dois anos de idade, num programa de TV chamado Festa do Cuarteto, no qual foi levado ao palco por Juan Carlos «La Mona» Jiménez, amigo da mãe de Rodrigo. Desde pequeno Rodrigo brincava de ser cantor e sentia paixão pelo microfone. Era amante do cuarteto e ia muito seguido a dances, onde era convidado ao palco a cantar. De garoto foi a uma escola de folclore, e cantava rock numa pequena banda que tinha.

### Convertendo-se em solista e elevação à fama
Como Rodrigo não pôde atingir o sucesso em Córdoba após seis anos com Manto Negro, seu pai e representante Eduardo decidiu lançar a carreira de Rodrigo como solista em Buenos Aires. Em 1987, publicou seu primeiro álbum, intitulado La foto de tu cuerpo, através da PolyGram. O álbum levou o nome de uma canção composta por Rodrigo quando tinha treze anos. Apesar de que se descrevia a si mesmo como um «fã do cuarteto», seu primeiro disco tinha um estilo próximo ao rock. Um ano depois, publicou seu segundo álbum, chamado Aprendiendo a vivir, e com o lançamento de dito álbum viajou à cidade de Buenos Aires para consolidar sua carreira artística. O álbum foi apresentado na discoteca Fantástico Bailable, onde um ano mais tarde apresentou seu terceiro trabalho, Completamente enamorado. Nesse ano gravou um novo álbum, intitulado Made in Argentina, que incluiu «Bella María de mi alma». Logo, a carreira de Rodrigo seguia crescendo. Nesse mesmo ano, o pai e representante de Rodrigo, Eduardo Alberto "Pichín" Bueno, faleceu em 1993 nos braços do cantor aos 46 anos de idade por um ataque de coração. Sua morte ocorreu antes de um concerto que ia promover "La Joya" e que foi cancelado.

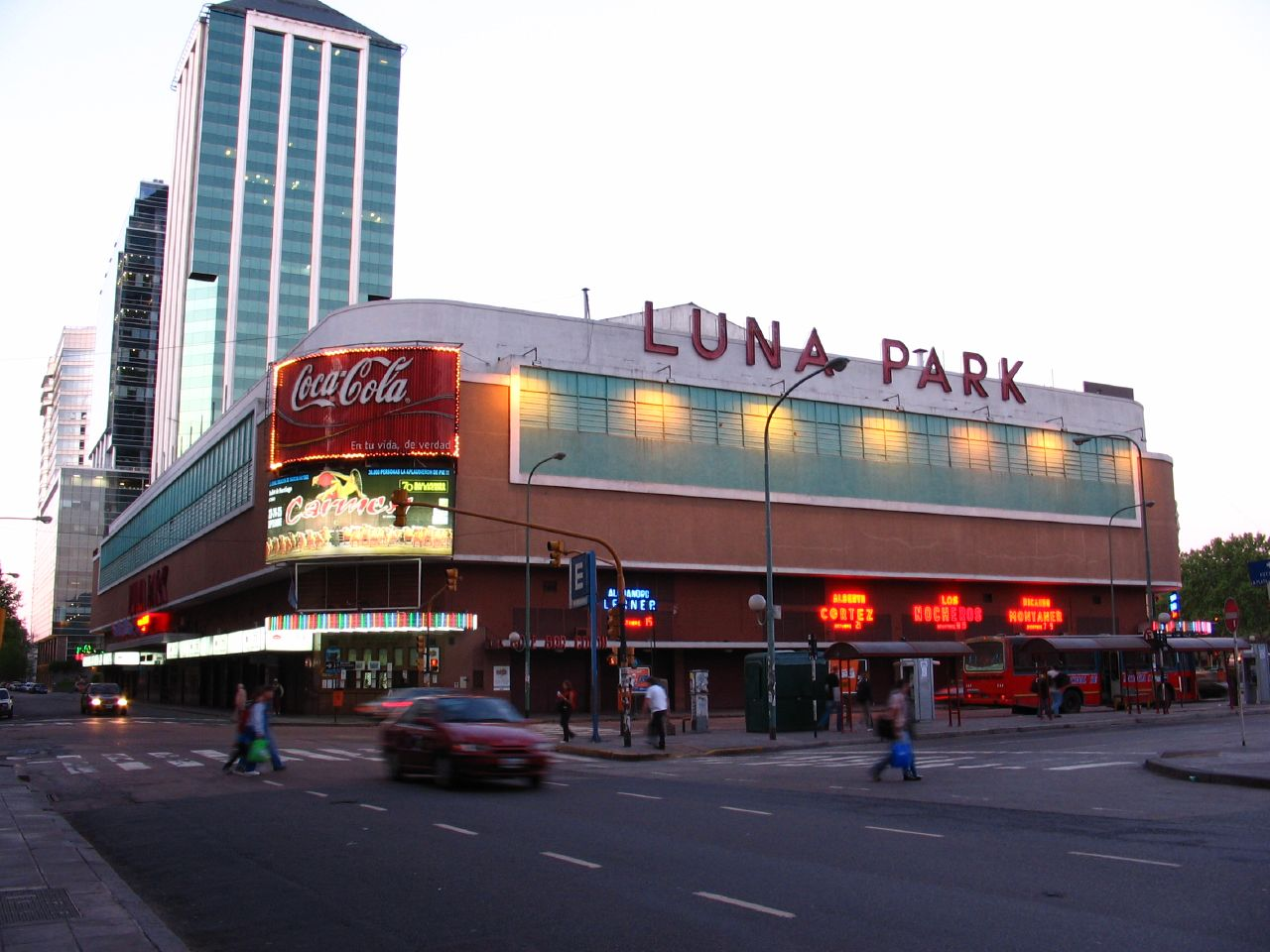
Rodrigo ofereceu em abril de 2000 treze concertos no Luna Park de Buenos Aires com as entradas esgotadas.

Após seis meses de luto, regressou ao mundo da música com Made in Córdoba. À medida que aumentava sua popularidade em Buenos Aires, abandonou PolyGram Records e assinou um contrato com a Sony Music Entertainment. Em 1995, durante sua curta estadia com a empresa, gravou o disco Sabroso, que incluiu canções do estilo salsa e merengue como "De Enero a Enero". Sabroso não teve o apoio da discográfica e terminou sem o sucesso que esperava. Depois deste período, Sony rescindiu o contrato com Rodrigo. Em 1996, baixo um novo contrato com o selo discográfico Magenta Discos, Bom publicou Lo Mejor del Amor, trabalho com o que conseguiu o prêmio ACE. Deste material está presente o tema "El Himno del Cucumelo", (cover da banda de rock, Las Manos de Filippi). Uns meses mais tarde, gravou o disco La Leyenda Continúa, que foi realizado ao vivo no boliche Fantástico de Buenos Aires. Este trabalho foi certificado como disco de ouro pela CAPIF. Sua consolidação definitiva no panorama musical foi com o trabalho Cuarteteando, que incluiu os sucessos «Oito quarenta» e «E voou, voou». La Leyenda Continúa e Cuarteteando venderam 60 000 cópias  cada. Em 1999 publicou dois discos: um recopilatorio com seus temas mais conhecidos baixo o título do Potro e um álbum gravado ao vivo no S'Combro Bailable de José C. Paz titulado Cuarteto Característico ou A 2000, que incluiu temas como "Yerba mala", "Soy cordobés", e "Un largo camino al Cielo".
No verão de 2000, Rodrigo realizou uma turné de 49 concertos em grande parte da costa atlântica de seu país, na turnê estréia seu popular tema «Figurate tu» da autoria do irmão de Alejandra Romero onde incluiu para perto de cem mil pessoas em frente ao passeio turístico de Mar del Plata. Em abril desse ano também encheu em treze ocasiões o estádio coberto Luna Park, o que se converteu num recorde para o recinto. Nesse mesmo ano encontrou-se com Diego Armando Maradona, um de seus ídolos, a quem lhe dedicou um tema titulado "La mano de Dios".

### 1999-2000: Cuarteto Característico/A 2000
Em dezembro de 1999, Rodrigo publicou o álbum A 2000, que promoveu com uma série de quatro concertos com entradas esgotadas no Teatro Astral da Avenida Correntes, cidade do entretenimento e centro cultural. Bom começou no ano com uma grande gira nos principais lugares de verão da Costa Atlântica da Argentina. Fez 49 concertos em nove dias, um deles frente a mais de cem mil pessoas no centro turístico de Mar del Plata. Depois do sucesso do espectáculo no teatro Astral, Bom apresentou-se treze noites consecutivas no Luna Park a partir de 5 de abril de 2000.
O sucesso do argentino acabou se tornando em um fenômeno chamado Rodrigazo, comparado à Beatlemania
O único ensaio levou-se a cabo com a banda Cuarteto Leo, que se celebrou no clube Mundo Bailable, propriedade de seu representante José Luis Gozalo. Gozalo investiu 80 mil pesos em publicidade, enquanto ele lhe pediu a Tito Lectoure, o dono da arena, que lhe adiantasse 50.000 pesos das vendas de entradas para pagar dívidas anteriores. O espectáculo também foi financiado pelo fabricante de alfajor Jorgito e pela companhia de autocarros Seta Autocarro, enquanto o vestuário foi proporcionado por Ona Sáez. Devido à fama do lugar de acolher encontros de boxe, os concertos foram conceituados com elementos de boxe. Rodrigo cantou vestido com bermuda de boxe e fez sua entrada ao palco vestindo uma túnica e caminhando por um corredor entre a multidão à etapa de anel temático, emulando a um combate de boxe. Com uma duração estimada de duas horas e meia, o espctáculo incluiu canções originais, bem como também clássicos do  cuarteto como uma homenagem a sua temporã influência do Cuarteto Leo.
Além do espectáculo, Bueno também estava a realizar entre vinte e cinco e trinta concertos semanais, incluindo danceterias, televisão e outros eventos. No dia 8 de abril recebeu as chaves da cidade de Formosa, após ter oferecido um concerto no marco das celebrações do 121 aniversário da cidade. Devido ao esforço que precisava nos concertos, Bueno começou a beber cerveja em excesso. Seu estresse também se incrementou devido várias ameaças de morte, que incluíram um tiroteio de ligas para perto de sua casa em Córdoba. Também recebeu uma bala com seu nome gravado nela, segundo recordou Joaquín Levinton, vocalista da banda Turf.
Seus ganhos pessoais naquele momento procediam de 1% de regalias sobre uma ARS estimado de nove milhões em vendas de discos, bem como um adicional de 600.000 para o álbum de reedições e ARS 500 000 para um acordo de merchandising com Torneios e Concorrências. Afetado por seu estilo de vida e pelas disputas com Magenta Records, Bueno anunciou sua iminente aposentação o 10 de abril de 2000. Detalhou que ia terminar seus concertos programados, incluindo uma turnê de concertos em países de América do Sul como Uruguai, Venezuela, Peru, Brasil, Chile, Porto Rico e a cidade de Miami nos Estados Unidos. Em sua última actuação ao vivo, fixada para o 25 de dezembro de 2000 no Estádio Monumental de Núñez, ia ser publicada como seu último álbum baixo o título de Adiós Rodrigo. Bueno acrescentou que se ia converter em produtor musical e pensava em mudar-se para os Estados Unidos.

## Morte
Na madrugada do sábado 24 de junho de 2000, depois de um concerto em La Plata, Rodrigo dirigia-se para Buenos Aires pela autoestrada no seu Ford Explorer com sua ex-esposa Patricia Pacheco, seu filho Ramiro, Fernando Olmedo - filho do humorista Alberto Olmedo (1933-1988), o músico Jorge Moreno e o locutor de rádio Alberto Pereyra. Perto de 03:30, quando atravessava a cidade de Berazategui, ocorreu um acidente no qual Rodrigo roçou a caminhoneta do empresário Alfredo Pesquera (assassinado em 2013), perdeu o controle de seu automóvel, batendo contra a barreira de contenção, virou e foi projetado do veículo (não estava usando o cinto de segurança), causando-lhe a morte.  Como produto deste fato, além do cantor, Fernando Olmedo também perdeu a vida. Os demais acompanhantes que estavam nos bancos traseiros sobreviveram. Pesqueira, por causa deste incidente, foi a julgamento, conquanto foi finamente declarado inocente. O cantor morreu na mesma data na que se cumpria um novo aniversário da morte do cantor de tango Carlos Gardel.

## Legado
Rodrigo expandiu o cuarteto - gênero musical típico da província de Córdoba- a nível nacional. Pouco depois de sua morte no Quilómetro 27 da autoestrada Buenos Aires-La Plata, seus fãs construíram um santuário que inclui uma estátua do cantor. Um ano depois, uma multidão de 15.000 pessoas reuniu-se no memorial para recordá-lo. O monumento sofreu vários ataques através dos anos por razões desconhecidas. Um ano após sua morte, Sony Music Argentina publicou o álbum Todos juntos con Rodrigo, que incluiu as canções originais de Sabroso com colaborações de cantores argentinos e internacionais como Celia Cruz e Luciano Pereyra. Em pouco tempo, o álbum converteu-se em disco de ouro e conseguiu vender 30 000 cópias. No mesmo ano, de maneira póstuma, recebeu dois prêmios Carlos Gardel como melhor artista tropical masculino pelo álbum A 2000 e canção do ano por seu original «Sou cordobés».
Em 1999, introduziu ao cantor de cuarteto Walter Olmos à cena pública com shows em vários de seus concertos na província de Buenos Aires. Após a morte de Bom, Olmos foi popularmente considerado como seu herdeiro musical, mas só desfrutou de breve sucesso dantes de sua morte, que teve lugar enquanto jogava à ruleta russa em 2002.
No ano 2005, com motivo da emissão do último programa do ciclo La noche del 10, conduzido por Diego Armando Maradona e emitido nesta ocasião desde o Lua Park, os cantores Andrés Ciro Martínez e Juanse, junto aos grupos Los Piojos e Bersuit Vergarabat, entoaram as estrofes do tema "La mano de Dios", composta pelo cuñado de Rodrigo, como homenagem ao mítico jogador de futebol. Estes músicos, que em seu momento também dedicaram canções a Maradona, decidiram se unir para executar este tema, como homenagem ao Dez, justamente no mesmo palco que consolidou definitivamente a carreira de Rodrigo. O palco complementou-se com um grupo de ecrãs gigantes que emitiram imagens dos recitais do cantor cordobés. Ao finalizar o recital, e depois dos agradecimentos de parte de Maradona, Gustavo Cordera concluiu dizendo: «A Rodrigo, que está no céu e que fez a canção mais formosa e que jamais se tivesse escutado». Nesse mesmo ano recebeu pós-mortem por parte da Fundação Konex um diploma ao mérito por sua trajectória como cantora de cuarteto.
Em 2010, no décimo aniversário de sua morte, a Câmara de Deputados de Buenos Aires declarou-o como personalidade destacada da cultura popular na província da capital argentina Um concerto homenagem realizou-se o 16 de janeiro 2013 durante a inauguração da primeira edição do Carnaval Cuartetero, baseado no Carnaval de Salvador. Durante as celebrações do Dia do Canillita, o Governador de Córdoba, José Manuel da Sota, anunciou planos para construir uma estátua em honra a Bueno, que foi finalmente colocada no «Passeio do Bom Pastor» umas horas dantes do começo do Carnaval cuartetero.
Em novembro de 2017 confirmou-se a estréia de El Potro, uma cinebiografia do cantor. Este estreou-se no 4 de outubro de 2018 e está protagonizada por Rodrigo Romero, Florencia Peña, Jimena Barón, Fernán Mirás, Daniel Aráoz, Malena Sánchez e Diego Cremonesi; foi dirigida por Lorena Muñoz, a mesma directora que dirigiu Gilda: no me arrepiento de este amor (2016). Rodou-se em Córdoba e Bons ares.

## Estilo musical e imagem
Como apoio em suas apresentações, Rodrigo  uma banda de catorze músicos típica do cuarteto com predominância da percussão como os timbales e a bateria, complementada por um acordeón e um órgão eléctrico além de um grupo de coristas.
Caracterizado por sua voz "rouca e forte" e carismáticas performances no palco, Bueno converteu-se num sucesso imediato na cena musical argentina. Sua imagem foi diferente da de outros grupos de música tropical que vestiam cores brilhantes e tinham o cabelo longo e encaracolado. O cabelo de Bueno foi curto, tingido pelo geral em azul, turquesa, vermelho ou violeta. Vestia camisas cabidas com calças jeans e botas vaqueiros. Era conhecido por sua mistura de gestos faciais e poses que acompanharam sua imagem d. Bueno esteve muito envolvido com o processo criativo de seu acto. Produziu seus próprios trabalhos, escreveu suas próprias canções e desenhou os efeitos visuais para seus shows, incluindo o aspecto das campanhas da etapa e gráficos, como folhetos e cartazes.

## Vida pessoal
Em 1997, nasceu seu filho Ramiro, durante seu romance com Patricia Pacheco..
O "Potro" era torcedor, fanático e sócio do Club Atlético Belgrano de Córdoba.

## Discografía
| Ano  | Álbum                     | Posição máxima(CAPIF) | Discográfica     |
| ---- | ------------------------- | --------------------- | ---------------- |
| 1987 | A foto de teu corpo       | -                     | PolyGram Records |
| 1989 | Aprendendo a viver        | -                     | PolyGram Records |
| 1991 | Muito bom                 | 5                     | PolyGram Records |
| 1993 | Made in Argentina         | -                     | PolyGram Records |
| 1994 | Completamente Apaixonados | -                     | PolyGram Records |
| 1995 | Sabroso                   | -                     | Sony Music       |
| 1996 | O melhor do amor          | -                     | Magenta Discos   |
| 1997 | A lenda continua          | 6                     | Magenta Discos   |
| 1998 | Cuarteteando              | 4                     | Magenta Discos   |
| 1999 | O Potro                   | -                     | Magenta Discos   |
| 1999 | A 2000                    | 1                     | Magenta Discos   |
| 2000 | A mão de Deus             | 1                     | Magenta Discos   |
| 2000 | Derroche                  | -                     | Magenta Discos   |

## Videos musicais
| Ano  | Video                      | Lançamento do álbum      |
| ---- | -------------------------- | ------------------------ |
| 1991 | «A garota do elevador»     | Muito bom                |
| 1994 | «Completamente apaixonado» | Completamente apaixonado |
| 1995 | «De janeiro a janeiro»     | Sabroso                  |
| 1996 | «O hino do Cucumelo»       | O melhor do amor         |
| 2000 | «Derroche» (póstuma)       | Derroche                 |
| 2000 | «A mão de Deus» (póstuma)  | A mão de Deus            |